# Kammerchor Walther von der Vogelweide
Der Kammerchor Walther von der Vogelweide ist ein Vokalensemble aus Innsbruck, das besonders in den 1960er und 1970er Jahren über die Grenzen des Landes hinaus bekannt war. Der Chor besteht noch heute unter der Leitung von Claudio Büchler.

## Geschichte

### Erste Jahre
Um der während des Zweiten Weltkriegs und der Zeit des Nationalsozialismus eingeschränkten Musiklandschaft wieder ihre Vielfalt zurückzugeben und besonders den Jugendlichen Freude an der Musik zu vermitteln, wurde 1946 eine zwanglose Gruppierung um den Musiker Bert Breit gegründet. Diese bestand zuerst als reiner Männerchor, später dann auch als gemischter Chor. Um die Ernsthaftigkeit des musikalischen Anspruchs zu unterstreichen, fuhr der Chor bald zu in- und ausländischen Wettbewerben, von denen die folgenden gewonnen wurden:
- Bundes-Jugendsingen 1948
- Internationaler Chor Wettbewerb Llangollen 1950
- Chorwettbewerb „Guido d'Arezzo“ 1958

### Fernost-Tournee 1963
1963 gab es mit Othmar Costa nicht nur einen neuen musikalischen Leiter, sondern auch eine große Tournee, bei der der Chor vor allem in Japan und anderen Ländern des fernen Ostens Konzerte gab. Das Besondere an ihr war neben der Länge von ca. 4 Wochen das anspruchsvolle Programm, dessen Gelingen in fremden Kulturkreisen nicht sicher war. Damals  wie heute war nämlich der Kulturaustausch auf Volksmusik und Brauchtum gestützt.

### Weitere Reisen
Aufgrund des nun erreichten Bekanntheitsgrades folgten nach der Fernost-Reise des Chors Plattenaufnahmen (Wien 1965) und Einladungen zu Konzertreisen nach Frankreich (1966), Wien (Festwochenkonzert 1966), Berlin, Warschau und Prag (1968). Auch bei einem weiteren Chorwettbewerb 1972 in Spittal konnte der Kammerchor wieder den 1. Platz belegen. Unter den vielen Auftritten im Ausland (Italien, Frankreich, Belgien, Luxemburg) verdienen vor allem die Konzertreise in die USA im Jahre 1974 und die Einladung zum Musikfestival in Tel Aviv 1988 Beachtung.
Musikalische Höhepunkte waren neben weiteren Plattenaufnahmen die Aufführung der Messe in h-moll sowie der Matthäuspassion von Johann Sebastian Bach (Aufnahmen des ORF 1986 bzw. 1989). 1966 widmete der Komponist Johann Nepomuk David dem Chor das Stück Marienpreis, eine Motette nach Walther von der Vogelweide. Anlässlich eines Konzerts 1973 dirigierte der Komponist und Organist Anton Heiller mit dem Chor sein Werk Ach wie nichtig, ach wie flüchtig.

### Neue Leitung
1992 übergab Othmar Costa die Leitung des Chores an Armin Kölbl, einem ehemaligen Mitglied und Schulmusiker. Er versuchte, neue Wege zu gehen und sie mit der choreigenen Tradition zu vereinen. Die musikalische Sonderstellung aber, die der Chor in den 1960er Jahren innehatte, war aufgrund einer ausufernden Chorszene nicht mehr zu erreichen.
Der Komponist und ehemalige Chorleiter Bert Breit (1927–2004) widmete dem Chor das Stück „Jetzt“ zum 50-jährigen Bestehen. Musikalische Höhepunkte waren: Die Motetten der Familie Bach (Aufnahme ORF 1998), Antonio Salieri – Requiem (1999).
Von 2000 bis 2009 stand erstmals eine Dirigentin dem Vokalensemble vor. Die aus Südtirol stammende Waltraud Pörnbacher erarbeitete mit dem Chor anspruchsvolle Programme von der Renaissance bis zur zeitgenössischen Musik. 2009 verließ sie den Chor, um sich anderen Tätigkeiten zu widmen.
Musikalische Höhepunkte waren: Werke v. Benjamin Britten (Festival Te Deum)(2002), Das Dettinger Te Deum von Georg Friedrich Händel (2006), Das Requiem von Marc-Antoine Charpentier (2008). Anlässlich der Aufführung seiner „Scherzi“ (2005) widmete der Tiroler Komponist Peter Suitner (geb. 1928) dem Chor das Werk – Lied vom Winde.
Aufgrund von musikalischen Unstimmigkeiten gab es  2007 eine Teilung des Chores, wobei das Ensemble Innstimmen gegründet wurde.
Seit 2009 steht Claudio Büchler dem Chor vor. Durch seine Erfahrung als Leiter des Theaterchores hat er das szenische Element in die Choraufführungen gebracht.

## Veröffentlichungen

### Schallplatten
- Die Auftakteule - Dreizehn und eins Galgenlieder von Christian Morgenstern Komponist Wilhelm Keller, Aufnahme 1961. Verlag Fidula, Boppard. Dirigent Othmar Costa
- Innsbruck ich muß dich lassen - Lieder aus der Zeit Maximilians. Aufnahme 1965, Amadeo Schallplatten Wien, Dirigent Othmar Costa
- Gesellschaftsmusik der Renaissance Aufnahme 1965, Amadeo Schallplatten Wien, Dirigent Othmar Costa
- 300 Jahre Universität Innsbruck  - Musik von Leopold I. und Joh. Nep. David, Aufnahme 1969, ORF – Pallas, Dirigent Othmar Costa
- Leonhard Lechner: Missa tertia 1584; Passion 1593. Aufnahme 1974, TELDEC Schallplatten GmbH. Hamburg, Dirigent Othmar Costa
- Innsbruck ich muß dich lassen - Chormusik der Renaissance, Aufnahme 1980, TELDEC Schallplatten GmbH. Hamburg, Dirigent Othmar Costa

### CDs
- Kammerchor Walther von der Vogelweide, eine Dokumentation Aufnahme ORF 1982-1992, Eigenverlag, Dirigent Othmar Costa
- Kammerchor Walther von der Vogelweide,  Aufnahme und Verlag ORF 1997, Dirigent Armin Kölbl
- Motetten der Familie Bach,  Aufnahme ORF (Konzertmitschnitt) 1998, Eigenverlag, Dirigent Armin Kölbl
- Musik zur Weihnachtszeit,  Aufnahme 2005, Verlag Pro Cultura,  Dirigentin Waltraud Pörnbacher